# Astroglymma sculptum
Astroglymma sculptum är en ormstjärneart som först beskrevs av Döderlein 1896.  Astroglymma sculptum ingår i släktet Astroglymma och familjen medusahuvuden. Inga underarter finns listade i Catalogue of Life.